# プロクプリェ
プロクプリェ（セルビア語: Prokuplje/Прокупље）はセルビアの都市および基礎自治体である。2002年現在の人口は市街で27,673人、基礎自治体全域では48,501人でトプリツァ郡の行政的な中心地となっている。セルビアではローマの文化財が残る場所の一つであり、1878年にセルビア王国になるまでのオスマン帝国支配下では、ユルギュプ（Ürgüp）とよばれ、ニシュ・サンジャクのカザ（行政的な区域）の中心地であった。

## 歴史
新石器時代の初期の居住地跡がマツィナ(Macina)やプロクプリェから西へ6kmの場所のカヴォラク(Kavolak)やヤストレバツ山の南斜面であるドニャ・ブレスニツァ村で見ることが出来る。ヨーロッパではもっとも初期の金属加工が2007年プロチェニクで発見された。これは、紀元前5,500年前の銅器時代に遡るものであり、それ以前に最古と考えられていたものより数世紀前の物であった。農業が行われていた集落は、その後やって来たトラキア人や侵略して来たケルト人などの部族によってに紀元前279年に取って代わられている。ラテン教会がこの地で発見した陶器の破片は、これらの部族がギリシャへ向かう際に残されたものであった。紀元前73年 - 75年、ローマ人が部族を支配下に治めセルビアはローマ帝国の属州モエシアとなった。この地は中央バルカンのニシュとアドリア海を結ぶローマの軍用路„via militaris“の一部となった。この時代に集落はHammeumまたはHameoの名で記されており、これがこの集落の記録上最古の名称である。4世紀、ローマ帝国は2つに分割されトプリツァ地域の集落は東ローマ帝国（ビザンティン）の領域となる。この地はコンプロス（Komplos）またはコンブロス（Komblos）の名で一部の歴史家はユスティニアヌス1世により再興されたと考えられている。最初に南スラヴ人の部族が最初にこの地域に居住するようになったのは6世紀のことで現在の地名であるプロクプリェにした。最初に文書に現在の地名で書かれたのは1395年のことで、ミリツァ女公爵が2つの家と他の所有物を聖プロコピウスの町(St. Prokopius)からアトス山にある聖パンテレイモン修道院に寄贈したことに関するものであった。プロクプリェの名称は、この聖プロコピウスの遺物がニシュから移設された1396年の記録で初めて見られる。中世初期、ステファン・ネマニャの時代に関してはどの文書にもプロクプリェには書かれていない。ラザルの時代にオスマン帝国からの侵略から守るためヒサル丘陵の要塞が再建され、この地の重要性が増した。プロクプリェは1454年オスマンに支配され、以後423年間にわたりその支配下にあった。町はウルジュブまたはオクルブと言う名になり、ニシュ・サンジャクの一部となった
16世紀から17世紀の間、町はドゥブロヴニクへの通商の町としてクルシェヴァツやレスコヴァツのように重要な地位を得ていた。19世紀に入り、1877年12月オスマン帝国からの支配から解放された。第一次世界大戦、第二次世界大戦時には町は完全に破壊され戦後は工業の町となった。

## 経済
現在、町の経済は弱い状態にあり雇用の多くは公共部門によって支えられている。ドイツのニュルンベルクに本拠地を置くケーブル製造会社レオニが工場を新設し1,500人の雇用が生まれている。

## 姉妹都市
- コールゲン
- モントーバン
- イベルドン